# Río Frío (Palena)
El río Frío es un curso natural de agua que nace en la Región de Los Lagos, en los andes chilenos, y fluye, finalmente, hacia el sur hasta desembocar en la ribera norte del río Palena.

## Trayecto
El río Frío nace de glaciales ubicados en la divisoria de aguas con el río Corcovado (Golfo Corcovado) al sur del lago Yelcho, fluye inicialmente hacia el norte en una semicircunferencia que lo lleva finalmente hacia el sur. Poco antes de desembocar, recibe las aguas del río Oeste (Frío). Su desembocadura en el río principal ocurre cuando este último cambia bruscamente su dirección desde oeste al sur, llamada el codo del Palena.
Su nombre "Frío" proviene del hecho que sus aguas tienen una temperatura varios grados celcius menor que la del río Palena. Su longitud total alcanza los 152 km.: 514 

## Caudal y régimen
Sin información disponible.

## Historia
Niemeyer acota que los primeros exploradores chilenos de esta zona, Serrano Montaner y el alemán Hans Steffen, consideraron que el río Palena se iniciaba en la confluencia del río Frío con el río principal, que ellos llamaron Carrenleufú (río verde en araucano) de acuerdo con la información recogida por Serrano de unos aborígenes que encontró en su viaje de 1894.: 512 
Luis Risopatrón describió en 1924 el río en las siguientes palabras:: 342 
Frío (Rio). Tiene su orijen en un extenso campo de nieve i ventisqueros, cuyos derretimientos bruscos producen un considerable aumento de su caudal en la temporada avanzada del verano; corre hacia el S en un valle selvoso, de algunos kilómetros de ancho en un lecho bien marcado de unos 30 m de ancho, de poco desnivel, con 1,2 m de velocidad [sic] en su parte inferior, donde serpentea por terrenos aluviales, con aguas turbias, lechosas, en las que se ha medido de 4° a 5 °C de temperatura. Se vacía en la márjen norte del codo de la parte media del río Palena.